# エンドレス・ポエトリー
『エンドレス・ポエトリー』（スペイン語: Poesía sin fin）はアレハンドロ・ホドロフスキー監督による、2016年のフランス・チリ合作のドラマ映画。トコピージャ（チリ北部）でのホドロフスキー監督の幼年期に焦点を当てた『リアリティのダンス（2013）』に始まる、監督自身による映画自伝の続編第二部である。1940年代後半から1950年代前半にかけて、サンティアゴ近郊のマトゥカナで自由奔放に生きたホドロフスキーの思春期と青年期を、時系列に沿って描いている。 
第69回カンヌ国際映画祭の「監督週間」部門で上映された。 

## あらすじ
粗暴で男らしさを好む、抑圧的な父ハイメと優しい母サラのもと、チリ・トコピージャに育ったアレハンドロ・ホドロフスキーは少年時代に故郷を離れ、サンティアゴへと移る。父親の店で働く若きアレハンドロは、息子を医者にしようと強制する父を跳ね除け、かわりに詩人としての人生を追い求める。反発心から家を飛び出した彼は従兄のリカルドに連れられて芸術家姉妹の家に居候するようになる。この新しい人生の中で、彼は有名無名の芸術家や詩人、大道芸人たちと関りを持ち、恋を知り、性に目覚め、そして詩の世界に入り込んでいく。酒豪の女性詩人ステラ・ディアス・バリンに恋し、さらに詩人ニカノール・パラと出会う。しかしパラの詩「毒蛇」にインスピレーションを与えた女性でもあるステラをめぐる誤解の中で、アレハンドロはパラを侮辱してしまい、すれ違いからステラをも失ってしまうのであった。パペットの制作を通じて知り合った老人から最初の住処としてスタジオを譲り受けたアレハンドロは毎晩享楽的なパーティーに興じ、その中で詩人のエンリケ・リンと親友になり、詩とは何かについて語り合うのだった。 
ある時、エンリケ・リンは小人症の恋人と喧嘩し、恋人は自殺を図った。アレハンドロは生を説いて彼女を救ったが、二人は肉体関係を持ち、恋人は妊娠してしまった。罪悪感に苛まれるアレハンドロの前にかつて父ハイメと一緒にサーカスで働いていた老人が現れ、悩みを忘れるためにサーカスに戻るように勧める。そこで彼は道化としてサーカスに出るが、途中で自らの罪を告白するとともに、自らが芸術家であることを実感するのであった。エンリケとアレハンドロは後に和解した。 
突然アレハンドロの両親が現れ、彼のすべての詩と子供時代の蔵書や品々とともに実家が焼け落ちたことを彼に打ち明ける。彼は自分の家を訪れ、幼少期に別れを告げて自分のなりたい姿を考える。 彼は詩人でありながら大学で数学を教えて生計を立てるパラを訪ね、彼の将来について絶縁した父親の代わりにアドバイスを求める。パラは詩人としてだけの人生を追求することは止めるよう諭すが、アレハンドロは彼を無視して妥協を拒んだ。その中で彼は自分が何者か、どう生きるのかという問いに答えを出していくのだった。 
チリで2期目を迎えた独裁者イバニェスへの支持が強まったとき、アレハンドロは「シュールレアリズムを救う」ために単身パリへ渡ることを決意した。父ハイメは船出前の波止場で彼を呼び止め、彼を強制的に店で働かせるために引き戻そうとした。しかしアレハンドロは父を圧倒しながらもその本当の姿、父の存在を認め、パリへと発って二度と父親に会うことは無かった。 

## キャスト
- 若きアレハンドロ - イェレミアス・ハースコヴィッツ
- アレハンドロ - アダン・ホドロフスキー
- 現在のアレハンドロ - アレハンドロ・ホドロフスキー
- ハイメ - ブロンティス・ホドロフスキー
- サラ／ステラ - パメラ・フローレス
- エンリケ・リン - レアンドロ・タウブ
- ペケニータ - ジュリア・アヴェンダーノ
- ニカノール・パラ - フェリペ・リオス
- キャロリン・カールソン - マリア・ルフェーヴル
- イバニェス - バスティアン・ボーデンホーファー
- グスタヴォ・べセラ＝シュミット - フェリペ・ペーニャ

## 評価
レビュー収集サイトのRotten Tomatoes上では、58件のレビューに基づいて93％の評価を獲得しており、平均的な評価は7.3/10である。 「『エンドレス・ポエトリー』によって、脚本監督をつとめるアレハンドロ・ホドロフスキーの非凡なフィルモグラフィーは、楽しげかつシュールで視覚的に鮮やかな視覚体験へと拡張された。」というのが同サイト上での論調である。 Metacritic上では19件のレビューに基づき、78点/100点のメタスコアを獲得し、「概ね好評」を記録。
「バラエティ」誌のオーウェン・グレイバーマンは、「アレハンドロ・ホドロフスキーの『エンドレス・ポエトリー』は、彼がこれまでに制作した中で最も親しみやすい映画かつ最高の映画かもしれない。フェリーニ風で感動的だ。」と述べる。 また、「ニューヨークタイムズ」誌のA・O・スコットは、「写実主義に関しては問題にならない。しかし、にもかかわらずホドロフスキー氏は混沌として情熱的な時間の精神を喚起させ、彼自身の心理への明敏な洞察を提示している。」と述べている。 
映画撮影については、「ロサンゼルス・タイムズ」誌のジャスティン・チャンが「ウォン・カーウァイとの仕事で有名な、素晴らしい撮影監督クリストファー・ドイルによってダイナミックに構成され、魅惑的に撮影されている。」と評している。 